# Église Saint-Hilaire de Bignoux
Pour les articles homonymes, voir Église Saint-Hilaire.
L'église Sainte-Hilaire est l'église de Bignoux, commune de la Vienne. Elle est inscrite à l'Inventaire général du patrimoine culturel.

## Situation
L'église se situe au centre du village de Bignoux, à proximité immédiate de la mairie. 

## Histoire du nom
L'église est placée sous le vocable de saint Hilaire de Poitiers, 1er évêque attesté de Poitiers au milieu du IVe siècle.

## Histoire de la paroisse
Elle dépendait de l’abbaye Saint-Hilaire-de-la-Celle à Poitiers (aujourd'hui occupée par le Centre régional de documentation pédagogique du Poitou-Charentes). Après 1789, la paroisse est rattachée à Montamisé puis à Sèvres, et rétablie en 1871.

## Construction de l'édifice actuel
La reconstruction de l'église débuta peu après le rétablissement de la paroisse et fut achevée en 1890, selon un plan roman en forme de croix latine, avec une nef à 3 travées, un transept, un chœur à chevet plat, une voûte en berceau rythmée par des arcs doubleaux.

## Aménagement intérieur
Au centre de l'autel est représentée la Cène. La verrière centrale, au fond du chœur, provient des ateliers J. Besnard à Chalon-sur-Saône, en 1879. Elle est consacrée à l'apparition du Christ à Sainte-Marguerite-Marie-Alacoque (1673), point de départ de la dévotion du Sacré-Cœur. 
Dans la première travée, à gauche, le vitrail qui représente la Vierge de Lourdes provient des anciennes piscines de Lourdes, détruites pour agrandissement en 1955. 
Un autre vitrail, dans le chœur, représente « le miracle des Avoines », où l'on voit sainte Radegonde, fondatrice à Poitiers du 1er monastère de femmes en Occident chrétien au début du VIe siècle. Fuyant son roi de mari pour se réfugier à Poitiers, elle fut miraculeusement dissimulée à ses yeux par un champ d'avoine qu'elle traversa, mais dont les traces de son passage disparurent aussitôt.